# История Пенсильвании
История штата Пенсильвания начинается в 1681 году, когда Уильям Пенн получил земельный грант от английского короля Карла II, хотя европейские поселенцы появлялись здесь и ранее. Ещё в 1643 году голландцы основали здесь небольшую колонию. Ранее, до прихода европейцев, эту землю населяли индейские племена ленапе, саскуеханнок, ирокезы, эри, шауни, арандикия, и иные. Большинство этих племён исчезли из-за болезней и иных причин ещё до прихода европейцев.
Первые попытки колонизировать берега реки Делавэр предприняли голландцы, но не достигли успеха, а в 1638 году сюда прибыли шведы и основали колонию Новая Швеция, которая вскоре была захвачена голландцами. Англичане завладели территорией Пенсильвании в 1667 году, а в 1681 году Уильям Пенн основал колонию для квакеров, и вскоре был построен город Филадельфия, первое поселение, построенное сразу по плану. В середине XVIII века сюда переселилось много немцев и ирландских шотландцев.
Пенсильвания играла важную роль в событиях Американской революции, на её территории прошло несколько сражений Войны за независимость, а Филадельфия долгое время была столицей США. 12 декабря 1787 года Пенсильвания ратифицировала Конституцию США и стала 2-м штатом США.
С XVIII до XIX века штат был вторым по численности населения в стране, а Филадельфия была вторым по населению городом США. В годы Гражданской войны штат внёс важный вклад в формирование и снабжение федеральной армии. После войны он стал форпостом республиканцев, важным индустриальным центром и транспортным узлом. После Великой депрессии в 1930-х годах и II Мировой войны в Пенсильвании стала развиваться в основном сфера услуг, а в политическом плане он стал Колеблющимся штатом.

## Доколониальная история
Долгое время считалось, что первые люди, палеоиндейцы, прибыли в Северную Америку примерно 13 000 лет до настоящего времени из Сибири, и их первой материальной культурой была культура Кловис. Эта теория известна как «Кловисская теория». Однако, были найдены стоянки более раннего периода, в частности, стоянка Медоукрофт в Пенсильвании, датированная 19 400 годом до настоящего времени, что породило теорию более раннего появления палеоиндейцев («Докловисская теория»). Археологи всё больше склоняются ко второй теории. В докловисский период север Пенсильвании был покрыт ледником, но на юге существовали леса и поля, где водилась мегафауна: мамонты, мастодонты, верблюды, лоси и олени-вапити. Дичи было избыточное количество, её добыча не требовала сложного оружия, поэтому каменные орудия того времени очень простые, без характерных деталей, и их очень сложно идентифицировать. Около 13 100 лет до настоящего времени появились Кловисские наконечники: листообразные наконечники с ложбинкой посередине. Самые ранние наконечники такого типа в Пенсильвании датируются 12900 годом.
На востоке США почти нет находок, дающих представление о пище палеоиндейцев, но Пенсильвания является исключением: на стоянке Шауни-Минусинк, датированной 12 800 годом, найдены остатки пищи, из которых следует, что люди здесь охотились не на мегафауну, как на западе континента, а на более мелкую дичь. На другой стоянке, 36DA20, найдено более ста наконечников, количество, редкое для стоянок того времени. Когда ледниковый период завершился, природные условия стали близки к современным, человеку пришлось адаптироваться к новым условиям, что стало началом Архаического периода в археологической истории континента.
После отступления ледника Пенсильвания была покрыта зарослями сосны Pinus glabra, в которых было мало дичи, поэтому заметного роста населения не происходило. В Ранний архаический период человек пользовался прежними технологиями, хотя вместо кловисских наконечников стал использовать другие. К 10 100 году до настоящего времени (к началу Среднего архаического периода) климат потеплел настолько, что появились дубы и иные широколиственные деревья, стало больше орехов и съедобных семян, и увеличилось количество дичи. У наконечников того времени появляется раздвоенное основание, что может говорить о миграции с юга. Наконечники стали гораздо мельче, что позволяет предполагать наличие лука и стрел в то время, хотя на стоянках таковых не обнаружено. Около 6 800 года начался Поздний архаический период, плотность населения возросла, и люди жили уже не семьями, а группами из нескольких семей. В сезон ловли рыбы они могли собираться в больших лагерях размером в 100 человек. Рост плотности населения приводил к сокращению территории каждой группы, что заставляло человека совершенствовать тезхнологию охоты и искать дополнительные средства пропитания. Именно в этот период появляются зернотёрки и рыболовные сети.

## Европейская колонизация
В начале XVII века Голландская Ост-Индская компания активно осваивала Африку и Индию, а в 1609 году она поручила английскому капитану Генри Гудзону найти более короткий, северо-западный путь в Китай. В августе того года, следуя вдоль американского побережья, Гудзон ненадолго заходил в Делавэрскую бухту. Это путешествие Гудзона дало основания Голландии претендовать на побережье Северной Америки. В 1614 году к американскому берегу прибыл голландский капитан Корнелиус Якобсон Мэй, который в 1616 году исследовал делавэрское побережья и поднялся вверх по реке Делавэр примерно до места современной Филадельфии. В 1621 году была создана Голландская Вест-Индская компания, которая поручила капитану Мэю построить форт Нассау на месте современного Глостера в Нью-Джерси. В 1629 году была создана первая колония: в 1631 году губернатор Манхэттена купил у индейцев участок земли возле современного делавэрского Льюиса, там поселилось примерно 30 человек, которые назвали своё селение Сваннендель, но уже в 1632 году все они были убиты индейцами. Дальнейшие попытки колонизации были признаны бесполезными, и так закончилась первая попытка заселения Делавэрской бухты.
В это время шведский король Густав II Адольф тоже задумывался над колонизацией Америки, и незадолго до своей гибели в битве при Лютцене отдал распоряжение об организации колонии. Вследствие этого в 1627 году канцлер Аксель Оксеншерна отправил в Америку два корабля («Кальмар Нюкель» и «Фогель Грип») с шведскими и финскими колонистами, и они прибыли к реке Делавэр в 1638 году. Руководил экспедицией Петер Минёйт, бывший губернатор Нового Амстердама, перешедший на шведскую службу. Колонисты основали на берегу Делавэрской бухты Форт Кристина, и в том же году Минёйт купил у  местных индейцев весь западный берег реки Делавэр до реки Скулкилл, а позже до трентонских порогов, и на этих землях образовалась колония Новая Швеция. Голландские и вирджинские колонисты выразили своё недовольство появлением шведов, но Минёйт не обратил на это внимания. Колония постепенно разрасталась, хотя условия жизни были тяжёлыми, и деревянные дома не были приспособлены для местного климата. В 1642 году колонию возглавил Юхан Принц, один из лучших губернаторов в истории колонии.
Рост шведской колонии стал тревожить голландцев, которые боялись потерять собственную колонию на Гудзоне. В 1655 году они собрали небольшой флот, перебросили к реке Делавэр 600 солдат, и легко подчинили шведскую колонию, у которой вообще не было военных. Шведам разрешили остаться, если они дадут клятву верности Голландии, а все желающие могли вернуться в Швецию. Голландцы не стали селиться на завоёванной территории, и она осталась в основном шведской. Колонисты жили на западном берегу реки в основном в Апланде (совр. Честер) и Нью-Амстеле (совр. Ньюкасл).
Между тем напряженность между Голландией и Англией усилилась в 1663 году: Англия решила, что именно существование голландской колонии способствует тому, что голландцы нарушают Навигационный акт 1660 года. В марте 1664 года король Карл II подарил голландскую колонию своему брату, герцогу Йоркскому. В конце мая 4 корабля под командованием Ричарда Николса вышли из Англии и 26 августа подошли к Новому Амстердаму. 8 сентября город был сдан и переименован в Нью-Йорк. Оттуда была направлена экспедиция к реке Делавэр: когда английские корабли подошли к Нью-Амстелу, голландский командир отказался сдаться и селение было взято штурмом. Голландские солдаты были проданы в рабство, а их земли конфискованы. От шведов потребовали принесения присяги на верность Англии, что они и сделали. Англичане не стали активно заселять берега Делавэра, поэтому его население осталось голландско-шведско-финским. В 1669 году на месте современной Филадельфии была построена церковь, известная сейчас как Старая шведская церковь. В 1773 году голландцы ненадолго отбили у англичан Нью-Йорк, но на жизни делавэрской колонии это никак не сказалось.

## Провинция Пенсильвания
Когда Карл II передал землю между Гудзоном и Делавэром герцогу Йоркскому, тот, в свою очередь, передал её лорду Беркли (брату вирджинского губернатора) и Джорджу Картерету. Образовалась провинция, которую назвали Нью-Джерси, поскольку Картерет родился на острове Джерси и был там губернатором. У Беркли не было возможности управлять провинцией, поэтому в 1675 году он продал её за 1000 фунтов стерлингов двум квакерам, Фенвику и Биллинджу, которые не смогли поделить владения и пригласили посредником Уильяма Пенна. Позже они оба передали землю в управления трём доверенным лицам, одним из которых был Пенн. Так Пенн познакомился с ситуацией в Новом Свете и стал думать о своей собственной колонии. В 1677 году он составил план управления колонией Нью-Джерси.
В июне 1680 года Пенн запросил у короля Карла II грант на земле к западу от реки Делавэр. Запрос попал в Тайный совет, которая передала его в Торговую палату, которая договорилась с колонией Мэриленд о границе и составила хартию. Она вступила в силу 4 марта 1681 года и была официально объявлена королём 2 апреля 1681 года. Пенн предлагал назвать колонию Новым Уэльсом или Сильванией, но король настоял на названии «Пенсильвания» в память заслуг Уильяма Пенна старшего. Колония была подарена Пенну в счёт долга короля перед его отцом, и таким образом король избавился от долгов, Пенн нашёл способ избавить английских квакеров от гонений, и заодно обеспечил себе доход с колонии. Он ещё год прожил в Англии, и за это время разработал план временного правительства колонии, написал конституцию, и сформулировал свои пожелания относительно отношений с индейцами и соседними колониями. Одновременно он начал пропагандировать идею переселения квакеров в Новый Свет.
Инструкции Пенна требовали поддерживать дружественные отношения с индейцами. Все конфликты должны были разбираться смешанной комиссией, преступления против индейцев рассматривались так же, как и преступления против европейцев, а пострадавший от индейцев не имел права предпринимать ответных мер, а должен был подавать жалобу в магистрат.
Пенн покинул Англию и прибыл в Делавэрскую бухту 24 октября 1682 года, поэтому этот день впоследствии считался днём рождения колонии Пенсильвания. Он высадился в Нью-Касле, и сразу же отправился на то место, где предполагалось основать город Филадельфия, где утвердил предложенный ему план города. Пенн поселился в Апланде и на 6 декабря назначил первое собрание Совета и Ассамблеи. После этого он заключил договор с делаварами, о чём не сохранилось подробностей, но по всем признакам это было реальное событие. Он купил у индейцев несколько участков земли и вместе с ними совершил путешествие в долину Саскеханны. Кроме этого, он посетил Нью-Йорк и колонию Мэриленд, надеясь договориться о границах. Однако, ему не удалось согласовать свою позицию с властями Мэриленда, поэтому в августе 1684 года он вернулся в Англию для решения этого вопроса.
В Англии Пенну удалось выиграть спор о территориях, и 17 октября 1685 года он получил решение короля по этому вопросу, но после этого король не отпустил его в Америку, а удержал при себе в качестве советника. Через несколько лет, в 1688 году, произошла Славная революция, король Яков бежал из страны, а новые власти арестовали Пенна по подозрению в предательстве, как агента якобитов. В это время в Пенсильвании начались политические конфликты между различными фракциями населения. В сентябре 1688 года Пенн отправил в Пенсильванию Джона Бэквелла губернатором, но пенсильванцы не приняли его, игнорировали его распоряжения, и в итоге в апреле 1689 года Блэквелл подал в отставку. С этого момента пенсильванские квакеры управляли колонией по своему усмотрению. В 1691 году Пенн был арестован в третий раз, а 10 марта 1692 года король Вильгельм отозвал хартию Пенна и передал Пенсильванию под управление колонии Нью-Йорк. Это было необходимо для обороны колонии, поскольку уже началась Война Аугсбургской лиги. Пенн лично обратился к королеве Марии с просьбой вернуть ем его собственность, и обещая заняться обороной колонии. 9 августа 1694 года хартия была ему возвращена.
Осенью 1699 года Пенн повторно отправился в Пенсильванию, которой в то время временно управлял губернатор Уильям Маркхам. В это время конституция 1683 года уже не соответствовала требованиям времени, поэтому в 1696 году Маркхам ввёл новую, известную как Система Маркхама (Markham's Frame). Пенн, прибыв в Филадельфию, застал её быстро растущим городом с населением 5000 человек, а экономика колонии в целом процветала. Однако, правительство спорило о легитимности конституций 1683 и 1696 годов, в итоге Пенн отменил обе, и с июня 1700 по октябрь 1701 года управлял колонией без конституции. За это время Пенн навёл порядок, отправил в отставку Маркхама, наладил отношения с соседними колониями, и пришёл к мнению, что Нижние Колонии (Дэлавер) надо как-то отделить от Пенсильвании. Между тем пришли слухи, что правительство хочет объединить колонии и перевести их под коронное управление, поэтому Пенн решил вернуться в Англию. Перед отъездом, 28 октября 1701 года, он одобрил новую, уже четвёртую, конституцию Пенсильвании (известную как Хартия Привилегий).
В 1702 году король Вильгельм умер, и планы объединения колоний были заброшены. Финансовые проблемы задержали Пенна в Англии. Он постепенно пришёл к мнению, что надо передать колонию под королевское управление, чтобы избавить население от расходов на оборону. Он уже подготовил документы, но в 1712 году у него случился приступ паралича. Документы так и не были подписаны, и дела по управлению перешли к его жене, Ханне Пенн. В 1718 году Пенн умер.

### Миграция ольстерских шотландцев
Ещё при Пенне в Пенсильванию изредка переселялись шотландцы из ирландского Ольстера (ирландские шотландцы), и к 1717 году в Филадельфии было уже 17 пресвитерианских церквей, основанных ими, но в начале века обстановка в Ольстере осложнилась, и это вызвало крупную волну миграции: между 1717 и 1776 годами Ольстер покинуло 250 000 человек. Наплыв мигрантов в Пенсильванию встревожил индейцев, но так же и белое население, которое опасалось конфликта с индейцами из-за приезжих. Голод в Ирландии в 1740 году вызвал ещё одну волну миграции, а засуха 1754 и 1755 года следующую волну, которая привела к заселению земель к западу от реки Саскеханна. На 1771—1775 годы пришлась последняя волна миграции. Из всех мигрантов три четверти въехало в Америку через Филадельфию, и многие на основании договорного рабства. Мигранты предпочитали селиться на фронтире, как можно дальше от властей, и особо плотно заселяли южные окраины колонии. Ими был основан город Чамберсберг. К 1720 году Пенсильванию населяло уже 50 000 человек, к 1740 году 100 000, к 1760 — 200 000, и это население примерно поровну состояло из англичан, немцев и ольстерских ирландцев. Так как в колонии терпимо относились ко всем культурам и религиям, то все народа сохраняли свою идентичность и не смешивались между собой. Голландцы, шведы и финны были постепенно ассимилированы. В Пенсильванию переселились многие французские гугеноты, но они рассеялись по колонии, не образуя анклава. К 1730 году в колонию было ввезено около 4000 чернокожих рабов, а к концу века их численность достигла 10 000 человек.
Ольстерские шотландцы быстро заселяли Камберлендскую долину, но квакеры востока колонии с неохотой создавали для них новые округа, а если и создавали, то уменьшали количество их депутатов в Ассамблею, что позволило квакерам удерживать власть в Ассамблее до конца века. Округ Йорк был создан в 1749 году, а округ Камберленд в 1750, но каждому разрешили иметь только двух депутатов. Округа Беркс и Нортгемптон были созданы в 1752 году, и имели по одному депутату.

### Колония после Пенна
В 1704 году Пенн назначил губернатором Джона Эванса, и тот прибыл в колонию вместе с Уильямом Пенном Младшим. Шла война (Война королевы Анны), и Эванс пытался получить в колонии средства на войну или сформировать ополчение, но квакеры стали сопротивляться. В 1709 году Пенн отстранил Эванса от должности и назначил полковника Чарльза Гукина. Он правил колонией с переменным успехом до 1717 года, когда у него стали обнаруживаться признаки психического расстройства, и Ассамблея потребовала его отзыва. На его место Ханна Пенн назначила Уильяма Кейта, который взялся за управление более уверенно и решительно, и даже добился от Ассамблеи формирования ополчения. При Кейте начался выпуск первых бумажных денег в колонии. Однако, из-за конфликта с местными политиками Ханна Пенн сместила Кейта 9 июля 1725 года, и губернатором на 10 лет стал Патрик Гордон. Бывший военный, простоватый в общении, он казался слабым администратором, но при нём политические споры улеглись и он сумел найти общий язык со всеми политиками и группировками. При нём, в 1726 году, Ханна Пенн умерла и права собственника колонии перешли её сыновьям: Джону, Томасу и Ричарду.
Гордон умер в 1736 году; десятилетие его правления было самым спокойным и благополучным периодом в истории колониальной Пенсильвании. Отчасти это объяснялось тем, что войн не было, и колонии не приходилось нести расходы на оборону. Потомки Пенна не были идейными квакерами, и в итоге правительство более не служило интересам квакеров, а нашло союзников в лице ольстерских ирландцев. Квакера в противовес этому сблизились с пенсильванскими немцами. Политическим вождём квакеров стал Бенжамин Франклин, который стал клерком Ассамблеи как раз в 1736 году. В 1738 году губернатором стал Джордж Томас, а уже в 1739 году началась новая война, известная как Война за ухо Дженкинса. Ассамблея отказалась содействовать губернатору в его военных приготовлениях, из-за чего между ними начался конфликт. Только к 1744 году отношения между ними немного наладились. В этом же году началась Война короля Георга. На этот раз Ассамблея выделила некоторую сумму денег на продовольствие для армии, и не возражала, когда часть этой суммы была потрачена на закупку вооружения для похода на Луисбург.
В это время сформировались две политические партии: на стороне губернатора была Партия Джентльменов, состоящая в основном из англикан и шотландских пресвитериан. Одним из вождей этой партии стал Уильям Аллен. Им противостояла Провинциальная партия, состоящая в основном из квакеров, в рядах которой состоял Бенжамин Франклин. По предложению Франклина для обороны колонии был сформирован отряд, известный как Ассоциаторы. Офицерские должности в нём получили сторонники Провинциальной партии, из-за чего возникли подозрения, что эта армия будет использоваться в политических целях. Франклин, однако, не стал прибегать к помощи Ассоциаторов. В 1748 году губернатором стал Джеймс Гамильтон, и на этот раз между колонией и её правительством возник спорт из-за выпуска бумажных денег: британское правительство запрещало выпуск денег в колониях, а пенсильванская Ассамблея боролась за это право.
Ещё при основании колонии Пенн настаивал на необходимости сохранять хорошие отношения с индейцами, но в его годы внимание уделялось в основном делаварам, обитавшим вокруг Филадельфии. Миграция шотландцев вызвала опасения, что они осложнят отношения с более восточными племенами. В 1732 году по инициативе Джеймса Логана была одобрена новая политика в отношении с индейцами: было решено подружиться с ирокезами, признать их верховенство над всеми иными племенами в колонии, и тем самым обрести союзника на случай войны с Францией. Логан чувствовал, что квакеры не окажут помощи колонии в случае такой войны, и британское правительство едва ли эффективно вмешается. В 1736 году вожди ирокезов посетили Филадельфию и заключили Соглашение 1736 года, по которому уступили Пенсильвании земли по реке Саскуэханна.
В 1737 году было заключено соглашение с делаварами, согласно которому они уступали колонии участок земли длиной в один пеший переход (Walking purchase), но по поводу договора вышли разногласия, и пенсильванцы прибегли к помощи ирокезов. Те заставили далеваров согласиться на уступку, из-за чего делавары в итоге вообще покинули эти края и переселились в Огайо.

### Война с французами и индейцами
В 1753 году французы начали строить форты на озере Эри и продвигаться в долину реки Огайо, угрожая территориям, на которые претендовали Вирджиния и Пенсильвания. Томас Пенн велел колонии заняться мерами по обороне, но из-за конфликта Ассамблеи с губернатором ничего сделано не было. Вирджиния начала действовать первой: в конце 1754 года губернатор Динвидди отправил Джорджа Вашингтона с дипломатическом миссией в Огайо, а весной 1754 отправил туда небольшой пехотный полк, но этот полк был разбит французами в сражении у форта Несессити. Колонии не предпринимали никаких мер по обороне, и только в 1754 году, по инициативе ирокезов, была организована конференция в Олбани, на которой были решены некоторые споры между ирокезами и колонистами и заключена сделка, по которой ирокезы уступили Пенсильвании часть своей территории. На этой же конференции по инициативе Франклина был предложен «Олбанский план» объединения колоний для более эффективного противодействия французам, но план не устроил как британское правительство, так и правительства колоний.
Весной 1755 года началась экспедиция Брэддока: британская армия выступила из Вирджинии на французский форт Дюкен. Брэддок призвал колонии принять участие в походе, но так как у Пенсильвании не было армии, Франклин предложил содействие только продовольствием и повозками. Но Ассамблея отказалась снабжать армию Брэддока, пока правительство не даст согласие на выпуск бумажных денег в колонии. Понимая, что успех или провал Брэддока в таких обстоятельствах нанесёт удар по репутации колонии, Франклин лично уговорил фермеров западных округов собрать какую-то часть продовольствия для армии. В июле 1755 года армия Брэддока была разбита у форта Дюкен и отступила в Пенсильванию. Делавары и шони воспользовались этим и начали рейды против пенсильванских поселенцев на западе колонии. К концу года уже почти все поселения западнее Саскеханны были брошены жителями.
Победа Брэддока (одержанная при содействии Пенсильвании) могла бы усилить положение партии квакеров, но его разгром подорвал их власть. 3 ноября 1755 года губернатор Моррис созвал Ассамблею, где снова доминировали квакеры, и они снова стали требовать уступок от семьи Пеннов в обмен на помощь в войне, но времена уже изменились: 20 ноября немецкие поселенцы стали угрожать Ассамблее применением силы, а 25 ноября возмущённая толпа ворвалась в здание Ассамблеи с требованием принятия немедленных мер по обороне. Франклин объяснил квакерам, что если они хотят сохранить власть, то им придётся пойти на эти условия. Часть квакеров согласилась отойти от принципов пацифизма, и в итоге 26 ноября 1755 года Ассамблея приняла Закон об ополчении. Этот закон не повлиял на ход войны, но покончил с монополией квакеров. После выборов 1756 года только 12 делегатов-квакеров осталось в Ассамблее. К власти пришёл альянс немцев и ирландских шотландцев.
Принятый закон позволил к февралю 1776 года построить цепь фортов, которые не избавили от набегов индейцев, но хотя бы создали иллюзию безопасности и показали, что правительство колонии готово заниматься обороной.
В 1756 году парламент Англии официально объявил войну Франции и на свои деньги сформировал четыре пенсильванских батальона, в основном из немцев и шотландцев. Швейцарец Анри Буке возглавил первый батальон. До конца войны эти батальоны участвовали во всех основных сражениях: осаде Луисбурга, осаде форта Уильям-Генри, сражениях при Тикондероге и при форте Фронтенак, в экспедиции Форбса, в осаде форта Ниагара и в сражении при Квебеке. Поход Форбса на форт Дюкен был предпринят в 1758 году, на этот раз по дороге из Пенсильвании (батальон полковника Буке принял участие в походе) и закончился взятием форта. Осенью того года прошла конференция в Истоне, на которой были налажены отношения с ирокезами и делаварами. Война в Пенсильвании завершилась, на месте сожжённого форта Дюкен был построен форт Питт (вокруг которого возник город Питтсбург), но некоторые пенсильванские батальоны продолжали нести службу и участвовали в боевых действиях на Кубе и в Канаде.

### Восстание Понтиака
Между окончанием боевых действий в 1760 году и формальным завершением войны в 1763 году множество колонистов переселялись на западную окраину колонии в нарушение Истонского договора 1758 года, а британская армия продолжала укреплять форты. Индейцы стали подозревать, что колонисты скоро захватят всю их землю несмотря на все договоры. Индейский вождь Понтиак призвал индейцев Пенсильвании и долины Огайо к восстанию и свержению британской власти. Тщательно подготовившись, они одновременно напали на пограничные форты. В Пенсильвании они захватили все, кроме фортов Питт, Лигоньер и Бедфорд. Они снова начали нападать на поселенцев по всему фронтиру. Полковник Буке в это время находился в Филадельфии. Он сумел собрать небольшой отряд, выступил к форту Бедфорд, потом к форту Лигоньер, а 5 августа разбил индейцев в сражении при Буши-Ран, что заставило их снять осаду форта Питт. К декабрю 1764 года отношения с индейцами были налажены.
Отчасти под впечатлением от восстания Понтиака король издал Прокламацию 1763 года, которая запрещала европейцам селиться западнее от Аппалачских гор. Из всех колоний только Пенсильвания начала активную колонизацию запада, поэтому прокламация вызвала в колонии особо острое недовольство. Колонисты игнорировали Истонское соглашение, несмотря на то, что оно было признано королём и стало иметь силу Британского закона. Прокламация особенно разозлила ирландских шотландцев, которые вынуждены были покинуть освоенные ими территории. Правительство Пенсильвании скоро осознало, что не сможет контролировать выполнение условий Прокламации, поэтому в 1768 году заключило с индейцами новое соглашение, Договор в форте Стенвикс, по которому приобрело уже освоенные территории западнее Аппалачей

### Линия Мэйсона — Диксона
Ещё в 1732 году было заключено соглашение между семьёй Пеннов и лордом Балтимором, владельцем колонии Мэриленд, которое урегулировало вопрос о границе между Пенсильванией и Мэрилендом. Королевский суд утвердил это соглашение в 1750 году. Ещё 10 лет ушло на решение мелких пограничных споров, и ещё три года потребовалось для того, чтобы начать размечать границу. 15 ноября 1763 года в Пенсильванию прибыли инженеры Чарльз Мэйсон и Джеремайя Диксон, который провели границу по линии 39°43′20″ северной широты. На границе через каждые пять миль были установлены каменные столбы с гербами Пеннов и Балтоморов. Из-за враждебно настроенных индейцев границу в 1767 году провели только на 244 мили. Завершить работу удалось в 1783—1785 годах. Проведённая линия стала известна как «Линия Мэйсона — Диксона», и до 1865 года она считалась границей между рабовладельческими и свободными штатами.
В то же время колония Вирджиния претендовала на долину реки Огайо, и в частности на пенсильванский Питтсбург. Только в 1779 году была решено, что линия Мэйсона-Диксона в некой точке повернёт на север и сформирует западную границу Пенсильвании. Эту границу провёл Дэвид Риттенхауз в 1784 году.

## Американская революция
С того момента, как Франклину удалось вытеснить из Ассамблеи квакеров-пацифистов, он оказался во главе сильной партии, которая была недовольна политикой семьи Пеннов. В 1757 году Франклин ездил в Лондон, где уговаривал Томаса Пенна разрешить Ассамблее взимать налоги с принадлежащих ему территорий, но Пенн ответил, что считает абсурдом право подданных взимать налоги со своего господина. Франклин вернулся в колонию в 1762 года, а в 1763 году снова был избран в Ассамблею. В 1764 году партия сторонников Пенна победила и Франклин покинул Ассамблею. Он отправился в Лондон, и в это самое время британский парламент принял Закон о гербовом сборе, требующий уплаты налога с каждый формальной сделки. Премьер-министр Гренвилл собрал представителей Колоний (где Франклин представлял Пенсильванию) и сообщил им о новом налоге. Главной целью Франклина была ликвидация власти Пеннов и отзыв их хартии, и он обещал Гренвиллу поддержать новый закон, если Гренвилл поддержит просьбу колонии об отзыве хартии и превращении Пенсильвании в коронную колонию. В марте 1765 года закон был принят, а Франклин назначил своего сторонника, Джона Хьюджеса, распределителем гербовых марок в Пенсильвании.
Франклин надеялся, что новый закон не вызовет протестов, но они начались почти сразу же, а партия сторонников Пеннов обрушилась с критиков на Франклина и его партию. Они обнародовали сведения о сговоре Франклина с лордом Гренвиллом. Недовольство законом было столь сильным, что многие сторонники Франклина перешли на сторону протестующих. В сентябре собралась Ассамблея. В это время было уже известно, что предлагается созвать Конгресс Гербового акта для составления петиции правительству, и от Ассамблеи на Конгресс отправилась делегация, состоящая в основном из противников Франклина. Закон нанёс такой ущерб британской экономике, что было принято решение отозвать акт. Министерство Гренвилла ушло в отставку, и новое министерство Рокингема объявило акт недействительным. Гренвилл, который испытывал к Франклину чувство благодарности за его поддержку, постарался спасти репутацию Франклина и привлёк его к обсуждению вопроса об отзыве акта. Это подняло популярность Франклина. Беспорядки улеглись, а партия Франклина добивалась большинства в ассамблее в 1766 и 1767 годах.
Британское правительство отозвало Гербовый акт, но в 1767 году ввело новые налоги, известные как Законы Таунсенда. Пенсильванец Джон Дикинсон предложил колониям объединиться и ввести бойкот британских товаров. Ассамблея отклонила это предложение, но под давлением общественного мнения вынуждена была в 1769 году присоединиться к бойкоту. Этот бойкот скоро стал приносить убытки торговцам, поэтому, когда в 1770 году парламент отменил Законы Таунсенда, провинция Нью-Йорк отказалась от бойкота, а за ней и Пенсильвания.
Волнения улеглись на какое-то время. Но в 1773 году британское правительство решило поддержать Ост-Индскую компанию и позволило ей поставлять чай напрямую из Индии, минуя Англию, что делало чай дешевле и вынуждало американцев покупать этот товар, всё ещё обложенный налогом.  16 декабря 1773 года жители Бостона выбросили в море весь груз присланного английского чая – это событие вошло в историю, как Бостонское чаепитие. Через 10 дней в порт Честер прибыл корабль Polly с грузом чая на борту. Капитана вызвали в Филадельфию и потребовали немедленно покинуть порт. Это событие стало известно как «Филадельфийское чаепитие» .

### Первый Континентальный Конгресс
В ответ на акцию бостонцев правительство Великобритании ввело так называемые «Невыносимые законы» против Бостона. Массачусетс призвал колонии собраться на Конгресс для обсуждения этого вопроса. 19 мая 1774 года Пол Ривер сообщил об этом предложении в Филадельфии. 2 июня немецкие колонисты из Хановера первыми в Пенсильвании поддержали идею созыва Конгресса. Политики колонии потребовали от губернатора Джона Пенна созвать Ассамблею для выбора делегатов на Конгресс, но он отказался, и тогда в Филадельфии 18 июня был созван митинг, который одобрил предложение о созыве Конгресса и сформировал Комитет по корреспонденции, который должен был поддерживать связь между Филадельфией и провинцией. Возникли планы созвать Пенсильванскую Провинциальную конференцию, которая бы выбрала делегатов на Конгресс. Тогда губернатор Пенн, чтобы не терять политической инициативы, разрешил созвать Ассамблею 18 июня. 15 июля прошли выборы на Провинциальную Конференцию, которая собралась незадолго до сессии официальной Ассамблеи. Конференция призвала к созыву Конгресса, а затем её делегаты явились в здание Ассамблеи, и члены Ассамблеи одобрили их решение и утвердили кандидатуры делегатов на Конгресс. Ими стали Джозеф Голуэй, Чарльз Хэмфриз и Самуэль Роадс (умеренные), и Томас Миффлин, Джон Мортон, Джордж Росс и Эдвард Биддль (радикалы).
Конгресс открылся в Филадельфии 5 сентября 1774 года при участии делегатов от всех колоний, кроме Джорджии. Голуэй сразу предложил план объединения колоний («Союзный план Галлоуэя»), основанный на Олбанском плане Франклина, но его предложение отклонили. По решению Конгресса Дикинсон составил петицию для отправки в Англию, а затем постановил создать Континентальную ассоциацию для бойкота британских товаров, и сформировать ополчение (ассоциаторов) для контроля над ходом бойкота. Последнее требование касалось в основном Пенсильвании, правительство которой было склонно к компромиссу с метрополией. В это время в Пенсильвании фактически исчезли партии сторонников и противников семьи Пенн; сторонники Пеннов или покинули политику или стали склоняться к лоялизму (например Уильям Аллен и Джозеф Голуэй). Их противники стали известны как «виги», но они делились на два лагеря: умеренные и радикалы. В октябре 1774 года прошли выборы в Ассамблею, на которых победили «виги». Ассамблея сразу же одобрила (первой из всех колониальных ассамблей) все решения Континентального Конгресса, и переизбрала делегатов на Второй Континентальный Конгресс, только Роадса заменил Дикинсон.
23 января 1775 года по призыву радикалов собралась Вторая Пенсильванская провинциальная конференция, по решению которой был сформирован Пенсильванский комитет по корреспонденции из 60-ти человек, который действовал от имени конференции и который стал как бы вторым, полулегальным органом власти параллельно с Ассамблеей. В апреле пришли известия о столкновениях массачусетского ополчения с британцами у Лексингтона и Конкорда. В Филадельфии собрался митинг, который призвал колонию браться за оружие. Ассамблея сформировала Комитет Общественного Спасения, поручив ему формирование регулярного ополчения. Этот комитет был распущен, но его заменил Генеральный Комитет Спасения, который собрался 3 июля и избрал своим председателем Бенжамина Франклина.

### Второй Континентальный конгресс
10 мая 1775 года в Филадельфии собрался Второй Континентальный конгресс. Голуэй вышел из состава делегации, но были добавлены Франклин, Томас Уилинг и Джеймс Уилсон. Конгресс постановил сформировать регулярную армию, назначил Джорджа Вашингтона главнокомандующим, призвал сформировать шесть стрелковых пенсильванских рот для помощи Массачусетсу и предпринял меры по укреплению Делаверской бухты. Последующий год стал периодом хаоса в Пенсильвании: Ассамблея, провинциальные конференции, революционные комитеты и Конгресс, все они издавали приказы и постановления, не имея возможности привести их в исполнение. осложнились отношения между радикалами и лоялистами, так что у жителей не осталось возможности сохранять нейтралитет. Лоялисты были практически вытеснены из политики к концу 1775 года, и это только усилило различие между умеренными вигами и радикалами, который стали называть Индепендентами. В Ассамблее доминировали модераторы, которые уведомили своих делегатов на Конгрессе, чтобы они отклоняли всякие предложения по отделению от метрополии. Когда в январе 1776 года Томас Пейн опубликовал свой памфлет «Здравый смысл», Ассамблея осудила его как избыточно радикальный. Позиция Ассамблеи стала раздражать Континентальный Конгресс, но в мае 1776 года прошли выборы в Ассамблею, и умеренные виги снова победили.
15 мая 1776 года Конгресс призвал колонии формировать новые правительства, и тогда пенсильванские радикалы предложили созвать Провинциальную конференцию 18 июня. Эта конференция, где доминировали радикалы, собралась в филадельфийском Карпентер-Холле и объявила, что Пенны, собственники колонии, не способны эффективно управлять колонией, поэтому необходимо принять новую конституцию. Право голосования было оговорено так, что фактически допускало до голосования только радикалов. В эти дни Конгресс уже готовил Декларацию независимости. 24 июня Пенсильванская Конференция одобрила проект Декларации и отозвала запрет депутатам голосовать за независимость. 2 июля в Конгрессе прошло голосование по Декларации: Франклин, Мортон и Уилсон проголосовали за, Уилинг и Хэмфриз против, а Дикинсон и Моррис воздержались. 15 июля собрался пенсильванский Конституционный Конвент под председательством Франклина. Прежняя Ассамблея продолжала собираться до 26 августа, после чего распустилась из-за отсутствия кворума. 28 сентября 1776 года конвент официально принял новую конституцию Пенсильвании. Было сформировано новое правительство, которое приступило к работе 28 ноября. До этого дня Конвент и Комитет спасения оставались властью, обладая диктаторскими полномочиями. В феврале 1777 года быз избран первый президент Пенсильвании, Томас Уортон Младший.
С принятием Конституции зависимая от Великобритании колония Пенсильвания превратилась в независимый штат Пенсильвания.
В то же самое время Пенсильвания оказалась в конфликте с Коннектикутом. Последний полагал, что грант 1662 года даровал ему землю от Атлантического побережья до Тихоокеанского и, соответственно, ему принадлежит северная часть Пенсильвании, долина Вайоминг. К 1771 году поселенцы из Коннектикута почти полностью вытеснили пенсильванцев со спорной территории. В 1775 году губернатор Пенн отправил вооружённый отряд для изгнания коннектикутцев. Это событие стало известно как  Война янки и пенамитов. Конгресс постановил приостановить боевые действия вплоть до урегулирования спора. Только в 1782 году специальная комиссия Конгресса решила спор в пользу Пенсильвании.

## Война за независимость
В ответ на объявление колониями независимости Великобритания приступила к боевым действиям, которые происходили в три фазы: первая подразумевала захват Нью-Йорка и Филадельфии, вторая — наступление на Гудзоне, а третья — завоевание южных штатов. Таким образом Пенсильвания оказалась в районе боевых действий в самом начале войны. В сентябре 1776 года англичане захватили Нью-Йорк, вытеснили армию Вашингтона с Манхэттена, а в декабре начал наступать на Филадельфию. Вашингтон отступил за реку Дэлавер, на пенсильванскую сторону реки. Там к нему присоединились 2000 пенсильванских ополченцев, и при их поддержке Вашингтон атаковал британские войска при Трентоне, а затем при Принстоне. В 1777 году англичане начали наступление из Канады на Нью-Йорк (Саратогскую кампанию), а генерал Уильям Хау в это время погрузил армию на корабли, переправил в Пенсильванию и начал наступление на Филадельфию. 11 сентября он разбил армию Вашингтона в сражении при Брендивайне. Континентальный конгресс переместился за реку Саскеханна, в город Йорк. После ряда небольших столкновений британцы вошли в Филадельфию 26 сентября. Местные лоялисты приветствовали появление британской армии.
Британцы заняли Филадельфию, но Континентальная армия контролировала окрестности и старалась отрезать противника от источников продовольствия. 4 октября 1777 года Вашингтон атаковал британский отряд, и произошло сражение при Джермантауне, которое прошло неудачно для американцев. Вашингтон отступил в Уайт-Марш, где генерал Хау не решился его атаковать. В конце октября британцы захватили форты на реке Делавер и тем обеспечили снабжение Филадельфии продовольствием по воде. В декабре Вашингтон встал лагерем в Велли-Фордж. Армия провела там всю зиму, страдая от нехватки одежды и продовольствия.
В 1777 и 1778 году индейцы, союзные англичанам, совершали регулярные рейды по западным округам Пенсильвании. Летом 1778 года они атаковали долину Вайоминг, где в ходе Вайомингского сражения перебили почти 300 американцев. Вашингтону пришлось организовать специальный поход против ирокезов. Летом 1778 года началась Экспедиция Салливана: американский отряд прошёл через Вайомингскую долину на территорию штата Нью-Йорк и разорил поселения ирокезов, которые после этого перестали тревожить пенсильванскую границу.
Пенсильвания внесла существенный вклад в войну за независимость: в штате было сформировано 13 пехотных полков для Континентальной армии, пенсильванцами были многие офицеры (Джон Кадвалладер, Томас Миффлин, Питер Мюлленберг, Артур Сент-Клер и Энтони Уэйн). Пенсильвания отливала орудия и ядра, немецкие оружейники изготавливали знаменитые пенсильванские винтовки, а община Конестога поставляла для армии лошадей и повозки. Считается, что именно пенсильванка Бетси Росс изготовила первый американский флаг (а так же множество других флагов для армии).
В политической жизни Пенсильвании все военные годы шли споры вокруг Конституции 1776 года. Её создатели называли себя «радикалами» или «конституционалистами», а противники были известны под именем «модераторов», «республиканцев» или «антиконституционалистов». Радикалы захватили Исполнительный Совет и Ассамблею, и их делегаты представляли штат в Конгрессе. Они обвиняли республиканцев в предательства и «торизме» и агрессивно преследовали своих политических противников. Они опирались в основном на ополчение штата, и по этой причине уделяли мало внимания Континентальной армии. В конце 1779 года конфликт радикалов с республиканцами даже привёл к небольшой гражданской войне. Но к 1781 году из-за экономических проблем их власть стала слабеть. В 1782 году республиканец Джон Дикинсон стал президентом, что положило конец монополии радикалов. Завершение войны ещё более ослабило их позиции.
Незадолго до утраты власти, 1 марта 1780 года, пенсильванские радикалы успели протолкнуть закон, постепенно отменяющий в штате рабство (An Act for the Gradual Abolition of Slavery). Все рабы в штате оставались рабами, но те, кто рождался после принятия закона, становились свободными по достижении возраста 28 лет.

## Межвоенный период

### Период Конфедерации
В отличие от радикалов, которые захватили власть внезапно, пенсильванские республиканцы забирали её постепенно, шаг за шагом добиваясь большинства в Ассамблее. По этой причине они не стали сразу призывать к пересмотру Конституции, а начали с шагов по упрочению своей власти. Чтобы увеличить число своих сторонников, они сформировали несколько новых округов на западе штата: Файетт (1783), Франклин и Монтгомери (1784), Дофин (1785), Льюзерн (1786), Хантингдон (1787), Аллегейни (1788), Делавэр и Мифлин. Радикалам удалось добиться большинства в легислатуре в 1784 году, но введённые ими законы привели к такому хаосу в экономике, что их снова отстранили от власти в конце 1785 года. между тем начались протесты в армии, недовольной невыплатой жалованья: 21 июня 1783 года военные окружили здание, где собирался Конгресс, угрожая применением силы. Конгресс бежал в Нью-Йорк, так что Филадельфия перестала быть столицей Конфедерации. Радикалы торжествовали, надеясь, что им удастся вообще избавится от Конгресса: им хотелось независимости штата более, чем объединения штатов. Но их время уходило, революционный энтузиазм выгорал, общество искало более рациональных политиков. В 1786 году президентом Пенсильвании стал Бенжамин Франклин, известный своей дипломатичностью, практичностью и склонностью к компромиссам. При нём республиканцам удалось сменить пенсильванских делегатов в Конгрессе, назначив сторонников усиления полномочий центральной власти и пересмотра Статей Конфедерации.
В это время уже начались призывы к созыву Конституционного конвента; в октябре 1786 года Ассамблея одобрила это решение и были выбраны делегаты на Конвент: Томас Миффлин, Роберт Моррис, Джеймс Уилсон, Джордж Клаймер, Томас Фицсимонс, Говернер Моррис, Джаред Ингерссол и Бенжамин Франклин. В создание Конституции особо большой вклад внесли Франклин, Уилсон и Моррис: последний составил финальный текст Конституции. В сентября 1787 года она была выдана штатам для ратификации. В это время по инициативе Клаймера Ассамблея Пенсильвании рассмотрела вопрос (29 сентября) о созыве своего собственного конституционного конвента и, несмотря на протесты радикалов, приняла предложение 43 голосами против 19-ти. Радикалы пытались саботировать Ассамблею, лишая её кворума, но делегатам удалось затащить в зал двух радикалов, добиться формального кворума и принять решение о созыве конституционного конвента и конвента по ратификации Конституции США.
В ходе выборов поменялась политическая терминология в штате: пенсильванские республиканцы (антиконституционалисты) стали известны как федералисты, а радикалы (конституционалисты) стали теперь известны как антифедералисты. После выборов в Ассамблею в октябре 1787 года в неё прошли 34 федералиста и 31 антифедералист. На конвенте по ратификации соотношение делегатов было 46-23 в пользу федералистов. 12 декабря 1787 года конвент ратифицировал Конституцию, и Пенсильвания стала вторым (после Делавэра) членом нового Союза. В конце 1787 года были выбраны первые сенаторы от Пенсильвании: Уильям Маклей и Роберт Моррис. Чуть позже было принято решения созвать конституционный конвент для изменения конституции штата в ноябре 1789 года. В отличие от 1776 года, на этот раз в конвент вошли опытные люди, склонные к компромиссам. За основу была взята Конституция США, которую слегка изменили под местные нужды. Новая конституция ввела пост губернатора, сенат и палату представителей. Все налогоплательщики старше 21 года получили право голосования. 9 августа 1790 года новая Конституция Пенсильвании была принята конвентом, без референдума. 3 сентября 1790 года были назначены новые чиновники. Томас Миффлин стал последним президентом Пенсильвании, и её первым губернатором.

### Эпоха демократизации
На губернаторских выборах оба кандидата, и Миффлин и Сент-Клэр, были федералистами, т.е. сторонниками новой Конституции. Но к 1792 году под федералистами стали понимать в основном сторонников экономической программы Александра Гамильтона, а его противники называли себя республиканцами. В Пенсильвании эти две партии спорили в основном по поводу выборных процедур. Федералисты стали созывать представителей округов на партийные конференции - что стало прообразом будущих партийных конвентов - и так избирать кандидатов в губернаторы, а республиканцы стали организовывать для этих целей политические клубы, подобные французским якобинским клубам. Много споров вызывал метод выбора сенаторов. Когда в 1791 году истёк срок сенатора Маклея, легислатура два года не могла договориться о его преемнике и Пенсильвания оставалась с одним сенатором. C 1793 года была принята система, согласно которой сенаторы избирались совместным голосованием двух палат, и эта система сохранялась до реформы 1913 года. Система выборов делегатов коллегии выборщиков менялась несколько раз, из-за чего в год президентских выборов 1796 года они не были выбраны вовремя, и Миффлин объявил, что выбрано 13 кандидатов-республиканцев и 2 федералиста. Республиканцы потом утверждали, что выиграли все 15 мест, но Конгресс признал только список Миффлина. Если бы все пенсильванские выборщики были бы республиканцами, то Джефферсон стал бы президентом уже в 1796 году.
В 1891 году Конгресс одобрил налог на виски, предложенный Гамильтоном для финансирования государственного долга. Фермеры западной Пенсильвании отказались платить этот налог, что в итоге привело к Восстанию из-за виски. Президент Вашингтон велел губернатору Миффлину применить ополчение, но тот заявил, что в мирное время президент не имеет полномочий приказывать губернатору применить ополчение для каких бы то ни было целей. Этот случай стал прецедентом, действующим по сей день. Только когда восставшие напали на почтовую карету, Вашингтон получил право применить против них армию. До военного столкновения дело не дошло, а всех арестованных потом амнистировали. В мае 1793 года в Филадельфию прибыл французский посол Эдмон Жене и был восторженно встречен жителями. Он обещал нанять американские суда для войны с Англией, но Вашингтон запретил ему это. Восстание, приезд жене и Договор Джея привели к падению популярности федералистов, так что к выборам 1796 года пенсильванское общество раскололось в симпатиях почти ровно надвое.
Ещё один удар по федералистам нанесло восстание пенсильванских немцев, известное как Восстание Фриза 1798 года. Оно почти совпало с губернаторскими выборами 1799 года и президентскими выборами 1800 года. Пенсильванские немцы, ранее федералисты, теперь проголосовали за республиканского кандидата Томаса Маккина, который победил и стал вторым губернатором штата. Сразу же возник спорт между сенатом и Палатой представителей штата по поводу назначения выборщиков. Пошли слухи, что федералисты хотят не допустить Пенсильванию до участия в голосовании: без неё федералист Пинкни мог бы получить 66 голосов выборщиков, Джефферсон 65, а Джон Адамс 58. Легислатура в итоге пошла на компромисс и назначила в коллегию 7 федералистов и 8 республиканцев, тем самым дав Джефферсону один дополнительный голос.
С 1790 по 1800 год население штата выросло с 400 000 до 600 000, а количество округов с 31 до 35-ти. Порт Филадельфии обеспечивал треть всего американского экспорта и импорта, а сама Филадельфия была столицей штата и страны, но в 1799 года столица штата переехала в Ланкастер, а столица США в 1800 году переместилась в Вашингтон. На губернаторских выборах 1802 года Маккин был переизбран, победив кандидата-федералиста (47 879—17 037). У федералистов оставалось лишь 9 из 86 мест в Ассамблее. Они теперь доминировали в Пенсильвании, но сразу стали распадаться на фракции. Борьба фракций ярко проявилась на губернаторских выборах 1805 года: фракция «демократических республиканцев» выдвинула кандидатом Саймона Снайдера, а фракция «конституционных республиканцев» предлагала переизбрать Маккина. Маккин с трудом победил, получив 43 644 голоса против 38483 голосов за Снайдера. В 1808 году губернаторские выборы совпали с президентскими. Джеймс Мэдисон победил в Пенсильвании и в целом по стране и стал президентом, а Саймон Снайдер победил федералиста Роса и стал третьим губернатором штата. Беспрецедентно высокая явка избирателей (почти 110 000 человек) показала, что пенсильванцы стали более политически активны и не настроены более подчиняться политической элите.

### Англо-американская война
В 1811 году губернатор Слайдер был переизбран на новый срок, уладил свой конфликт с Мэдисоном и признал, что конфликт с Англией не разрешить без войны. Пенсильванские конгрессмены проголосовали за войну, несмотря на то, что она подрывала торговлю. Пенсильвания одобрила вступление в войну и даже федералисты штата не препятствовали военным приготовлениям. Штат выставил 14 000 ополченцев и дал стране несколько известных командиров, в их числе генерала  Джейкоба Брауна, победившего англичан в Сражении при Чиппеве. Когда война разорила федеральное правительство и оно не смогло продать акций казначейства на $5 миллионов долларов, то пенсильванский банкир Стивен Жирар купил у правительства все акции сразу. На территории штата не проходило боевых действий, если не считать попытку британского флота блокировать Филадельфию и сражение на озере Эри, для которого американцам удалось построить флот в заливе Преск-айл у пенсильванского города Эри. Но война шла неудачно, были потеряны Детройт и Ниагара, а в 1814 году англичане сожгли Вашингтон, что вызвало панику в Филадельфии. За два дня вокруг города были возведены земляные укрепления.
В том же году пенсильванец Альберт Галлатин был отправлен на переговоры с Англией и участвовал в подписании Гентского мирного договора. Неудачная война пошатнула позиции Снайдер и его сторонников и усилила позиции федералистов в Пенсильвании, но в январе 1815 года, ещё до получения новостей о договоре, генерал Эндрю Джексон разбил англичан в сражении при Новом Орлеане. Это нанесло смертельный удар партии федералистов, которая полностью распалась, и политическая жизнь Пенсильвании свелась к спорам между фракциями республиканской партии. Противники губернатора Слайдера сформировали фракцию "Демократов старой школы", исповедовавших классические джефферсонианские взгляды, а сторонники Слайдера стали известны как "демократы новой школы" и поддерживали банки, протекционистские тарифа и федеральное участие в строительстве дорог.

### Эра доброго согласия
На президентских выборах 1816 года победил Джеймс Монро, президентство которого традиционно называют Эрой доброго согласия. На следующий год на губернаторских выборах демократы новой школы выдвинули кандидатом Уильяма Финдлея, а демократы старой школы - Джозефа Хистера. Финдлей с трудом, но победил конкурента. Он был не очень решительным администратором и ему не везло. Кризис 1819 года ударил по Пенсильвании в конце его срока, и именно на него общество взвалило ответственность. Предложение импичмента не прошло, но следствие выявило ряд злоупотреблений в те годы, когда Финдлей был казначеем штата. Это помогло «старой школе» обвинить «новую школу» в коррупции, поэтому на выборах 1820 года они снова номинировали Хистера, и на это  раз он прошёл, хотя и с небольшим перевесом голосов. В противоположность эмоциональным губернаторским выборам в Пенсильвании, президентские выборы прошли спокойно и Монро был переизбран на второй срок.
При Хистере партия старой школы пришла в упадок, её вожди ушли из жизни или из политики, и сам Хистер отказался переизбираться в 1823 году. Попытка объединить две партии не удалась, поэтому «новая школа» выдвинула кандидатом в губернаторы Джона Шульце, и он победил с большим перевесом голосов. При Шульце ушли в прошлое разногласия старой и новой школ, и начали формироваться новые политические альянсы. Приближались выборы 1824 года, на которых кандидатами были Кроуфорд, Клей, Адамс и Кэлхун, но популярность начал набирать и Эндрю Джексон. В  Пенсильвании сформировалась партия сторонников Кэлхуна, которая отчасти выросла из новой школы и получила прозвище «семейной партии», потому что ей члены состояли в той или иной степени родства. Эта партия рассчитывала организовать альянс Пенсильвании, Южной Каролины и Огайо в противовес альянсу Нью-Йорка и Вирджинии (который поддерживал Кроуфорда). Часть пенсильванцев подержала Клея и образовала так называемую «Объединённую партию». Прочие кандидаты не были популярны в Пенсильвании, но неожиданно стала расти популярность Джексона. «Объединённая партия» первой перешла на его сторону и стала партией Джексона-Клея. Семейная партия затем тоже перешла на его сторону и объявила себя главной джексонианской партией в штате.
Президентские выборы 1824 года выглядели необычно, поскольку обе пенсильванские партии агитировали за Джексона. Он победил в Пенсильвании, но никто из кандидатов не набрал проходного балла и голосование перенесли в Палату представителей. Клей вышел из гонки, и президентом стал Джон Куинси Адамс, который назначил Клея госсекретарём. Пошли слухи о «коррупционной сделка между Адамсом и Клеем», что дискредитировало Клея ( и объединённую партию) в Пенсильвании. Теперь пенсильванцы выбирали между Адамсом и Джексоном и одновременно были сторонниками или противниками губернатора Шульце. В 1825 году было предложено созвать конвент для пересмотра конституции, но референдум не дал на это согласия. В том же году на первый план вышло обсуждение строительства дорог и каналов. В 1826 году была учрежден проект Main Line of Public Works, который должен был связать Филадельфию с озером Эри системой каналов и дорог. Одновременно, в связи с развитием угольной и литейной промышленности, пенсильванцы стали сторонниками протекционистских тарифов. Адамс выступал за тарифы, а Джексон был сторонником умеренного тарифа 1824 года. Пенсильванцы поддержали протекционистский закон о шерсти, предложенный Адамсом, и возненавидели Кэлхуна, когда тот не дал закону пройти в Конгрессе.
Пенсильванию часто изображают цитаделью джексонианства, хотя пред выборами 1828 года позиции Джексона в штате были ненадёжны. Многие пенсильванцы занимали важные посты в администрации Адамса, сам Шульце склонялся к тому, чтобы уйти к Адамсу (который предлагал выдвинуть его в вице-президенты), а когда «Объединённая партия» попыталась дискредитировать Клея, это обернулось дискредитацией лидера партии, Джеймса Бьюкенена. Джексон потерял много сторонников, хотя Бьюкенен остался верен Джексону. Выборы 1828 года стали выбором между партией Адамса и партией Джексона. Джексон получил в Пенсильвании 101 652 голоса, а Адамс всего 50 848.

### Эпоха джексоновской демократии
После победы Джексона различные фракции пенсильванских джексонианцев начали бороться за административные посты и место губернатора штата. Джексон назначил Сэмюэля Ингема, одного из «семейной фракции», министром финансов, что помогло выиграть члену той же фракции, Джорджу Вульфу. Вскоре фракция провела в сенат США ещё двух своих представителей: Уилкинса в 1830 году и Далласа в 1831. Это был пик успеха фракции. Их противники частью выбыли из политики, а Джеймс Бьюкенен был отправлен послом в Россию в качестве своего рода почётной ссылки. Но торжество фракции было недолгим. Первые же законопроекты Джексона были крайне невыгодны Пенсильвании; он наложил вето на билль об улучшении дорог, которого очень ждали в штате. Вскоре между Джексоном и Кэлхуном вспыхнул конфликт, который оттолкнул от Джексона часть кабинета. В 1831 году Ингэм был уволен с поста министра финансов. В 1833 году Джексон закрыл Второй банк Соединённых Штатов, который находился в Филадельфии, и был гордостью Пенсильвании. Джексон победил в Пенсильвании на президентских выборах 1832 года, но вице-президентом и потенциальным преемником стал Ван Бюрен, которого давно не любили в Пенсильвании. На губернаторских выборах того года Вульф с трудом победил кандидата от Антимасонской партии, что показало, насколько пошатнулись позиции джексонианцев в штате.
Падение популярности джексонианцев привело к вакууму власти, который стал заполняться стремительным появлением новых партий: в частности, Антимасонской партии и партии нативистов. На губернаторских выборах джексонианцу не смогли выдвинуть одного кандидата в губернаторы (кандидатами стали Вульф и Мюленберг), что позволило победить Джозефу Райтнеру, кандидату от антимасонской партии, которого поддержали и некоторые джжексонианцы. Контроль над легислатурой захватили антимасонцы, которые начали охоту на пенсильванских масонов, но тем быстро дискредитировали себя. В том же 1835 году референдум одобрил созыв конституционного конвента для пересмотра конституции 1790 года. В 1836 году были избраны делегаты, а 2 мая 1837 года конвент собрался в Гаррисберге. Была разработана новая конституция, которая ограничила срок службы губернатора двумя трёхлетними сроками, уточнила формулировку, согласно которой право голоса было только у свободных белых, и вела небольшие ограничения на лицензии банкам. 9 октября 1838 года конституция была принята референдумом: 113 971 человек проголосовал за и 112 759 человек проголосовало против.
В 1837 году уже шла подготовка к губернаторским выборам. Так как демократам мешало соперничество Вульфа и Мюленберга, то сенатор Бьюкенен договорился с президентом и то назначил их на федеральные должности: Мюленберг стал послом в Австрии, а Вульф сборщиком пошлин в Филадельфии. Убрав их таким образом из политики, демократы выдвинули кандидатом в губернаторы Дэвида Портера, который победил Райтнера и стал губернатором. Портер столкнулся с проблемой обслуживания большого внешнего долга Пенсильвании, но он не решался поднимать налоги для его выплаты. Между тем приближались президентские выборы 1849 года. Партия вигов в 1839 году провела свой конвент в Гаррисберге и выдвинула в кандидаты Уильяма Гаррисона, а демократы поддержали Ван Бюрена, но Гаррисон победил, набрав в Пенсильвании 144 018 голосов. Если бы новый президент прожил дольше, виги имели шанс продвинуть своего кандидата в губернаторы, но Гаррисон вскоре умер, президентом стал Тайлер, но и он ушёл из партии, поэтому Портер получил шанс на переизбрание. Ему это удалось, но финансовый кризис не проходил, и целых два года Пенсильвания не выплачивала проценты по долгам, что существенно повредило её репутации. В 1844 году президентские выборы снова совпали с губернаторскими. Сенатор Джеймс Бьюкенен уклонился от участия в выборах, Ван Бюрен и Клей скомпрометировали себя несогласием с присоединением Техаса, поэтому демократы выдвинули убеждённого экспансиониста, Джеймса Полка, а пенсильванец Джордж Даллас был выдвинут в вице-президенты, чтобы обеспечить поддержку Пенсильвании. Кандидатом в губернаторы Пенсильвании демократы выдвинули Мюленберга, но он умер незадолго до выборов, и кандидатом стал Френсис Шанк. Президентские выборы проходили в спорах о таможенных тарифах, а губернаторские - на фоне нативистских бунтов в Филадельфии. Шанк победил с небольшим перевесом, а на выборах президента так же с небольшим перевесом победил Полк. Джеймс Бьюкенен за поддержку Полка в Пенсильвании получил пост государственного секретаря.
Избрание Полка привело к присоединению Республики Техас и войне с Мексикой, что казалось шагом в пользу южных штатов, а затем, к негодованию пенсильванцев, новый президент понизил протекционистский таможенный тариф. Палата представителей приняла новый тариф (так называемый тариф Уокера), против которого проголосовала вся пенсильванская делегация кроме Дэвида Уилмота. Мнения в сенате разделились надвое, и тогда вице-президент Даллас осмелился отдать свой решающий голос в пользу тарифа. Пенсильванцы были уверены, что Полк в большей степени сторонник тарифа, чем Rлей, и голосовали за него по этой причине, и теперь чувствовали себя преданными, как ранее Джексоном. Однако, военные расходы, неурожаи в Европе и стабилизация валюты в итоге привели к экономическому подъёму, поэтому новый тариф не разрушил экономику Пенсильвании, как ожидалось. В 1846 году в Конгрессе США Уилмот предложил принять закон, запрещающий распространение рабства на полученных от Мексики территориях (так наз Wilmot Proviso). Предложение не прошло в сенате, однако сама идея "свободной  земли" с этого момента стала стремительно распространяться и привела к появлению Партии свободной земли через несколько лет.

### Предвоенное десятилетие
В последнее десятилетие перед Гражданской войной особо острые споры вызывали вопросы рабовладения. Пенсильванское общество было неоднородно в отношении этого вопроса. Рабов не было в штате с 1831 года, законы штата не ограничивали жизнь чернокожих, но существовала неформальная сегрегация в театрах, церквях, транспорте и в сфере трудоустройства. Конституция 1838 года лишила чернокожих права голоса. В том же году было построено здание для выступлений аболиционистов, но его сожгли уже через несколько дней. В 1848 году губернатором Пенсильвании стал Уильям Джонстон, при которой Калифорния пожелала вступить в Союз в качестве свободного штата, и Конгресс пришёл к Компромиссу 1850 года, согласно которому Калифорния принималась в Союз, но в силу вступал Закон о беглых рабах (1850), который напоминал закон о беглых рабах 1793 года, но создавал конкретные механизмы, позволяющие возвращать беглых рабов владельцам. Губернатор Джонстон заявил, что Пенсильвания подчинится закону, но приложит усилия к его пересмотру. Губернаторские выборы 1851 года привлекли внимание всей страны, потому что должны были показать отношение к Компромиссу в большом и консервативном штате. Демократы выдвинули кандидатом Уильяма Билгера и рассчитывали провести в президенты Джеймса Бьюкенена в 1852 году, а партия вигов реноминировала Джонстона и рассчитывала продвинуть в президенты Уинфилда Скотта. Неожиданно, перед самыми выборами, чернокожие напали на мэрилендца, который пытался вернуть своих беглых рабов — инцидент, известный как Мятеж в Кристиане.
Мятеж скомпрометировал позиции аболиционистов и самого Джонстона, поэтому на губернаторских выборах победил Уильям Биглер. Эта победа увеличила шансы Бьюкенена на победу на президентских выборах 1852 года, но на конвенте демократической партии победил Франклин Пирс, который в итоге и стал президентом. Бьюкенен рассчитывал на его поддержку, но Пирс отправил его послом в Великобританию, что не давало Бьюкенену никаких политических преимуществ. Губернатор Билгер был намерен уважать законы и Компромисс, но именно в эти годы общественное мнение штата качнулось в пользу аболиционистов. Билгер объединил город Филадельфию с округом Филадельфия, что упростило административное управление, и готовился к перевыборам в 1854 году, но в мае 1854 Конгресс принял «Закон Канзас-Небраска», который отменил Компромиссс 1820 года и допустил распространение рабовладения на западные территории. Проблема рабства, которая, казалось, была решена в 1850 году, снова стала актуальной.
Одновременно в Пенсильвании сложилась партия нативистов, которая ставила своей целью борьбу с католиками в штате. Их голоса не дали победить Биглеру, и губернатором стал Джеймс Поллок, кандидат от вигов. На его победу повлияли и голоса партии Сухого закона, взгляды которых он разделял. Саймон Кэмерон сумел договориться с нативистами и в 1855 году они выбрали его в Сенат США. Это породило небольшой скандал, из-за которого Кэмерон охладел к Демократической партии и впоследствии перешёл к Республиканской партии. Эта партия формировалась с 1852 года среди противников закона Канзас-Небраска. Дэвид Уилмот стал одним из организаторов партии в Пенсильвании. Пред выборами 1856 года республиканцы старались дистанцироваться от радикальных аболиционистов и избегать резких высказываний о рабстве, ограничиваясь критикой коррупции в демократической партии. Между тем на конвенте демократической партии в Цинциннати кандидатом в президенты был выдвинут Джеймс Бьюкенен в паре с Джоном Брэкинриджем. Бьюкенен победил в Пенсильвании и это обеспечило ему победу в национальном масштабе. Президентские выборы 1856 года повлияли на губернаторские выборы 1857 года: партийный конвент выдвинул кандидатом в губернаторы Уильяма Пекера, личного друга Бьюкенена, а республиканцы выдвинули Уилмота, но Пекер победил с большим отрывом. Победы 1856 и 1857 годов были большим успехом партии демократов, но в последующие годы её влияние стало падать.
Летом 1859 года аболиционист Джон Браун поселился в Чамберсберге, собрал отряд единомышленников и 16 октября напал на арсенал а вирджинском городе Харперс-Ферри. Восстание было подавлено, но оживило споры о рабстве и вызвало раскол в партии Демократов. Она разделилась на Северных демократов Дугласа и южных демократов Брэкинриджа. Одновременно, в мае 1860 года, республиканцы выдвинули Линкольна кандидатом в президенты на своём конвенте в Чикаго. Республиканцам для победы важно было победить в Пенсильвании, а для этого кандидатом должен был быть умеренный Линкольн. В октябре в Пенсильвании прошли губернаторские выборы: победил республиканец Эндрю Кёртин, республиканцы захватили 71% мест в ассамблее, 10 из 12-ти сенатских мест и 18 из 25-ти мест в Конгрессе. Это предопределило исход президентских выборов в ноябре: Линкольн победил с большим отрывом. Чувствуя приближение гражданской войны многие пенсильванцы стали выступать за примирение или хотя бы за мирную сецессию. Линкольн, приняв пост, обнаружил в Пенсильвании две республиканские группировки (Кёртина и Кэмерона), которые боролись за его влияние. Так как Кёртин уже стал губернатором, то президент назначил Кэмерона военным министром, ещё не осознавая, насколько важным станет этот пост. В частной переписке Линкольн жаловался, что пенсильванские республиканцы доставляют ему больше хлопот, чем сама сецессия.

## См. так же
- Список губернаторов Пенсильвании

### Статьи
- Alison Gilbert Olson. William Penn, Parliament and Proprietary Government (англ.) // The William and Mary Quarterly. — Omohundro Institute of Early American History and Culture, 1961. — Vol. 18, iss. 2. — P. 176-195. — doi:10.2307/1918542.